# R3hab
R3hab (stilisiert R3HAB; * 2. April 1986 in Breda; bürgerlich Fadil El Ghoul) ist ein niederländischer DJ und Produzent marokkanischer Abstammung. Er ist insbesondere im Bereich des Lovetraps und Future-Bass’ aktiv, wobei sein Musikstil von Kollaboration zu Kollaboration variiert. Den Höhepunkt seines Erfolgs spiegelt das Jahr 2014 wider, in dem R3hab mit Big-Room-Produktionen wie How We Party mit Vinai, Burnin’ mit Calvin Harris und Karate mit KSHMR Platz eins der Beatport-Charts erreichte.

## Karriere
R3hab machte seine ersten Schritte in seiner Karriere als DJ und Produzent 2008, als er den Track Mrkrstft zusammen mit Hardwell veröffentlichte. Die Single erreichte Platz 38 in den niederländischen Charts. Ab diesem Zeitpunkt ging es für den Niederländer erfolgreich weiter: Zunächst veröffentlichte er noch einen weiteren Track mit Hardwell, bevor er 2010 auch vermehrt durch Remixe auffiel. Bis heute remixte R3hab für Künstler wie David Guetta, Tiësto, Calvin Harris, Rihanna und Lady Gaga.
Mit Prutataaa erschien R3habs erste Zusammenarbeit mit dem international bekannten DJ und Produzenten Afrojack. Der Track erschien auf Afrojacks Label „Wall Recordings“, wo R3hab vorerst unter Vertrag stand. Einen weiteren Vertrag schloss der DJ mit dem Erfolgs Label „Spinnin’ Records“ ab. 2013 erschien der Track Revolution gemeinsam mit dem australischen DJ-Duo Nervo und dem House-DJ Ummet Ozcan. Der Song konnte bis in die britischen Top 40 vorrücken sowie auch einen Einstieg in die belgischen Single-Charts erreichen. Auf Beatport erreichte er erstmals Platz eins. Seine Solo-Single Samurai (Go Hard) wurde im Februar 2014 über Spinnin’ veröffentlicht. Das offizielle Musikvideo wurde nach nur einem Jahr über 15 Millionen Mal aufgerufen. Ein Remix des ebenfalls niederländischen DJs Tiesto gewann an ähnlich großer Popularität. Kurze Zeit später erschien der Track Raise Those Hands zusammen mit Bassjackers, bei dem er erstmals mit dem zu der Zeit sehr beliebten Big-Room-Sound arbeitete.
Während ihm die Single Flashlight, die gemeinsam mit Deorro entstand, eine weitere Platzierung in Belgien und seine zweite Nummer-eins-Platzierung auf Beatport verschaffte, rückte Soundwave bis in die Top 100 der kanadischen Billboard Charts vor. Gesungen wurde das Lied von Sänger Trevor Guthrie, der insbesondere durch den Song This Is What It Feels Like des DJ und Produzenten Armin van Buuren bekannt ist. Ähnlichen Erfolg brachten auch die Nachfolgersingles How We Party gemeinsam mit dem DJ-Duo Vinai, mit dem er ein drittes Mal Platz eins der Beatport Top 100 erreichen konnte sowie der zwei Wochen später erschienenen Single Ready for the Weekend, mit der er sich selbst von der Nummer eins auf Beatport ablöste. Zwei Monate später erschien der Track Burnin’, eine Zusammenarbeit mit dem schottischen Star-DJ Calvin Harris, auch mit diesem Track erreichte R3hab wieder Platz eins auf Beatport.
Ende des Jahres 2014 erschien die Single Karate, die R3hab gemeinsam mit dem US-amerikanischen Produzenten Niles Hollowell-Dhar alias KSHMR, der bereit durch Produktionen wie Snoop Doggs Sweart oder Dvbbs’ Tsunami Erfolge sammelte, aufnahm. Der Track wurde wieder von Spinnin’ veröffentlicht und stand innerhalb weniger Tage an der Spitze der Beatport Top 100. Des Weiteren gelang den beiden ein Einstieg in die französischen Single-Charts und auch in Deutschland zählt Karate als einer seiner größten Erfolge. Das dazugehörige Musikvideo, welches mehrere junge Frauen beim Training der Kampfsportart zeigt, zählt nach nur einer Woche bereits über eine Million Aufrufe.

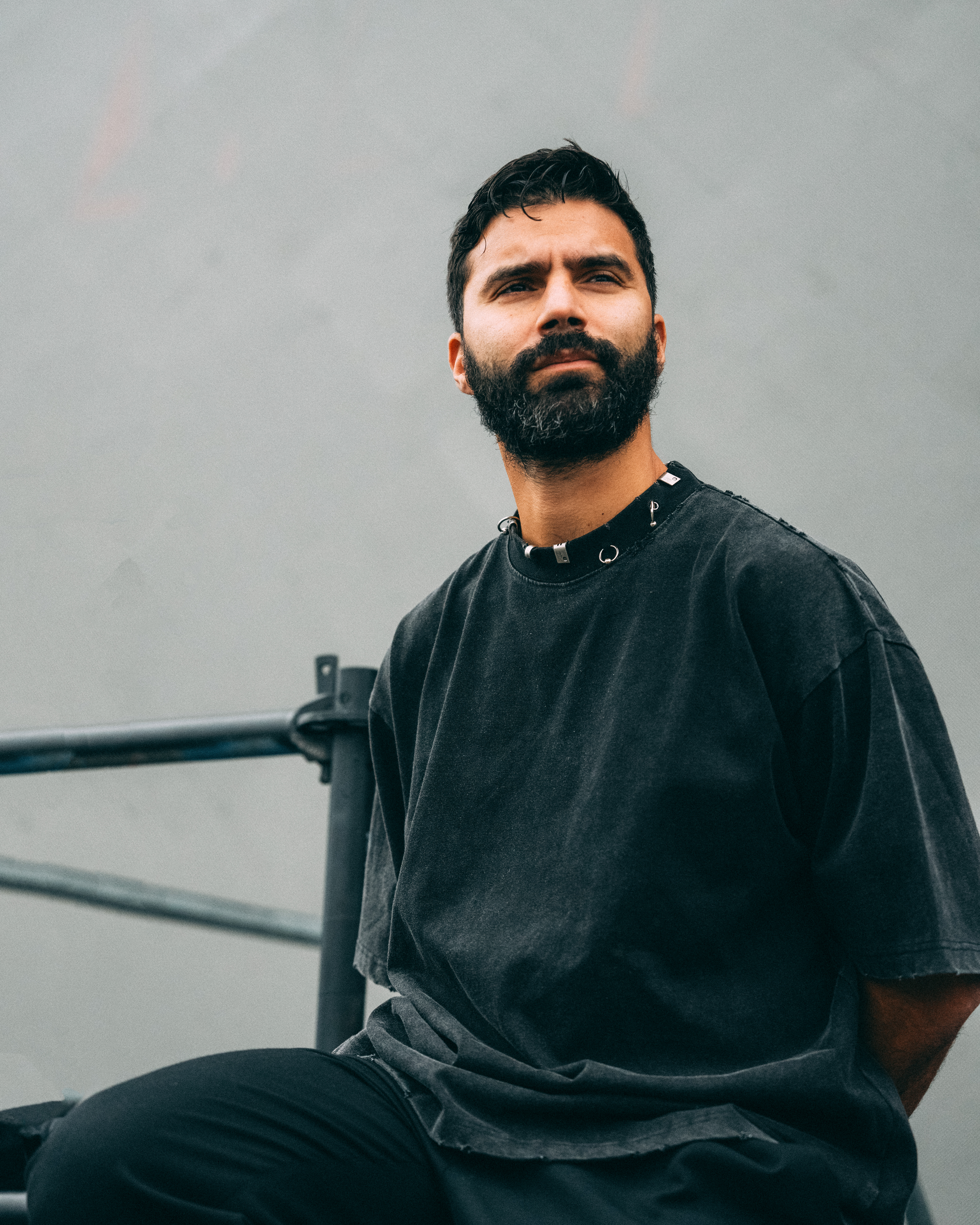
R3HAB hinter den Kulissen beim Airbeat One Festival 2024

Mit Tiger feierte er im Jahre 2015 einen weiteren Erfolg. Der Titel erschien am 29. Mai 2015 und konnte bis auf Platz drei der Beatport-Charts vorrücken. Aufgenommen wurde der Track mit den DJs und Produzenten Skytech und Fafaq. Tiger sticht insbesondere auf Grund der Verwendung von Vocal-Cuts heraus, weshalb die Lead des Stücks mit Martin Garrix’ Songs Forbidden Voices und The Only Way Is Up verglichen wurde. Der italienische Produzent Angemi veröffentlichte unmittelbar nach Release ein Video mit dem Titel „What if Tiger was produced by other musicians?“, in dem er die Grundlage des Liedes beibehielt aber den Stil des Drops in dem Stil ausgewählter anderer DJs vorspielte. Darunter produzierte er eine Version des Liedes im Stil von Martin Garrix oder Oliver Heldens. Das Video gewann schnell an Popularität und sorgte ebenfalls für Bekanntheit der Originalversion.
Zum Jahr 2016 legte R3hab stilistisch eine 180°-Wendung hin. Er legte seinen Big-Room-Stil nieder und schloss sich der wachsenden Popularität der Lovetrap-Musik an. Dabei entstanden zudem Crossover mit den Bereich des Future-Bass’ und Trapicals. Repräsentiert wurde dies mit Liedern wie Sakura, Wave oder Icarus. Im Dezember 2016 folgte eine zweite Kollaboration mit Skytech. Der Track trug den Titel Everything und orientierte sich an R3habs ursprünglichem Stil. Doch auch hier erschien eine sogenannte VIP-Version, die auf einem Lovetrap-Schema basiert.

## Diskografie

### Studioalben
- 2017: Trouble
- 2018: The Wave

### EPs
- 2019: The Wave (Acoustic EP)
- 2020: The Wave (Acoustic EP, Part 2)

### Singles
- 2008: Mrkrstft (präsentiert von Hardwell)
- 2009: Blue Magic (mit Hardwell)
- 2009: Cobra
- 2009: Fastevil (mit Addy van der Zwan & Groeneveld)
- 2009: Rock This Place
- 2009: Get Get Down (mit Addy van der Zwan)
- 2010: I Wanna
- 2010: Pump the Party
- 2010: Keep Up for Your Love (mit Ferruccio Salvo)
- 2011: The Bottle Song
- 2011: Prutataaa (mit Afrojack)
- 2011: Sending My Love (mit Swanky Tunes feat. Max C)
- 2012: Living 4 the City (mit Shermanology)
- 2012: A Night In (EDC Orlando 2012 Anthem)
- 2012: Skydrop (mit ZROQ)
- 2013: Do It (Life in Color Anthem 2013) (mit David Solano)
- 2013: Raise Those Hands (mit Bassjackers)
- 2013: Revolution (mit Nervo & Ummet Ozcan)
- 2013: Flight (mit Steve Aoki)
- 2013: Rip It Up (mit Lucky Date)
- 2014: Samurai (Go Hard)
- 2014: Androids
- 2014: Flashlight (mit Deorro)
- 2014: Unstoppable (feat. Eva Simons)
- 2014: How We Party (mit Vinai)
- 2014: Ready for the Weekend (mit Nervo feat. Ayah Marar)
- 2014: Soundwave (mit Trevor Guthrie)
- 2014: Burnin’ (mit Calvin Harris)
- 2014: Karate (mit KSHMR)
- 2015: Phoenix (mit Sander van Doorn)
- 2015: Tiger (vs. Skytech & Fafaq)
- 2015: Won’t Stop Rocking (mit Headhunterz)
- 2015: Strong (mit KSHMR)
- 2015: Hakuna Matata (Hardwell Edit)
- 2016: Get Up (mit Ciara)
- 2016: Near Me (mit Burns)
- 2016: Freak (mit Quintino)
- 2016: Care (mit Felix Snow feat. Madi)
- 2016: Sakura
- 2016: Wave (mit Amber & Luna)
- 2016: Icarus
- 2016: Everything (mit Skytech)
- 2017: Trouble (mit Vérité)
- 2017: Hallucinations (feat. Ritual)
- 2017: Marrakech (mit Skytech)
- 2017: Truth or Dare (feat. Little Daylight)
- 2017: Hold Me
- 2017: Killing Time (mit Felix Cartal)
- 2017: You Could Be (mit Khrebto)
- 2017: I Just Can’t (mit Quintino)
- 2017: Talking to You (feat. Rynn)
- 2017: Shanghai (mit Waysons)
- 2017: Islands (mit KSHMR)
- 2017: Ain’t That Why (mit Krewella)
- 2018: Lullaby (mit Mike Williams)
- 2018: The Wave (mit Lia Marie Johnson)
- 2018: Hyperspace (mit Skytech)
- 2018: We Do (mit Noah Neiman feat. Miranda Glory)
- 2018: Hold on Tight (mit Conor Maynard)
- 2018: What You Do (mit Skytech)
- 2018: How You’ve Been (mit Quinn Lewis)
- 2018: Let It Go (mit Skytech)
- 2018: Dana (mit Ali B & Cheb Rayan feat. Numidia)
- 2018: Wrong Move (mit Thrdlife feat. Olivia Holt)
- 2018: Tell Me It’s OK (mit Waysons)
- 2018: Starflight (mit Skytech)
- 2018: Radio Silence (mit Jocelyn Alice)
- 2018: Whiplash (mit Kaela Sinclair)
- 2018: Good Intentions (mit Fabian Mazur feat. Lourdiz)
- 2018: Rumors (mit Sofia Carson)
- 2018: Up All Night (mit MOTi feat. Fiora)
- 2018: Take Me for a Ride (mit Waysons)
- 2018: Fuego (mit Skytech)
- 2018: All Into Nothing (mit Mokita)
- 2019: Bad!
- 2019: This Is How We Party (mit Icona Pop)
- 2019: Don’t Give Up on Me (mit Andy Grammer, UK: Gold, US: Platin)
- 2019: Don’t Give Up on Me Now (mit Julie Bergan)
- 2019: All Around the World (La La La) (mit A Touch of Class, UK: Gold, US: Gold)
- 2019: Alive (vs. Vini Vici feat. Pangea & Dego)
- 2019: Exhale (mit Ella Vos)
- 2019: All Comes Back to You
- 2019: Flames (mit Zayn & Jungleboi)
- 2019: I Luv U (mit Sofia Carson)
- 2020: Let Me Down Slow (mit New Hope Club)
- 2020: More Than OK (mit Clara Mae & Frank Walker)
- 2020: Where You Wanna Be (mit Elena Temnikova)
- 2020: Good Example (mit Andy Grammer)
- 2020: 911 (mit Timmy Trumpet)
- 2020: Creep (mit Gattüso)
- 2020: Be Okay (mit HRVY)
- 2020: Bésame (I Need You) (mit Tini & Reik)
- 2020: Miss U More Than U Know (mit Sofia Carson)
- 2020: I Can Feel Alive (feat. Arizona)
- 2020: Thinking About You (mit Wiona Oak)
- 2020: Am I The Only One (mit Astrid S & HRVY)
- 2020: One Love (mit Now United)
- 2020: One More Dance (mit Alida)
- 2020: IDK (Imperfect) (mit Lil Xxel)
- 2020: Dream of You (mit Chungha)
- 2021: Candyman (mit Marnik)
- 2021: Fendi (mit Rakhim & Smokepurpp)
- 2021: Na Nai Sunna (mit Sachin-Jigar & Nikhita Gandhi)
- 2021: Distant Memory (mit Timmy Trumpet & W&W)
- 2021: Stars Align (mit Jolin Tsai)
- 2021: Sorry I Missed Your Call (mit Fafaq & DNF)
- 2021: Close To You (mit Andy Grammer)
- 2021: Pues (mit Luis Fonsi & Sean Paul)
- 2021: Runaway[3]
- 2021: Sad Boy (mit Jonas Blue feat. Ava Max & Kylie Cantrall; #13 der deutschen Single-Trend-Charts am 17. September 2021[4])
- 2021: Most People[5]
- 2022: Sway My Way (mit Amy Shark)
- 2022: I Ain’t Got No Worries (mit Ofenbach)
- 2023: Waterfall (mit Michael Schulte)
- 2023: Dom Dom Yes Yes (mit Timmy Trumpet & Naeleck)
- 2023: Rock My Body (mit Inna & Sash!; #17 der deutschen Single-Trend-Charts am 15. September 2023[6])
- 2023: Loca Loca (mit Pelican)
- 2024: Believe (Shooting Stars) (mit Mufasa, Hypeman & Rani)
- 2025: Rebellion (feat. Michael Patrick Kelly & Shaggy)

### Gastbeiträge
- 2012: You’ll Be Mine (Havana Brown feat. R3hab)
- 2012: Big Banana (Havana Brown feat. R3hab & Prophet)
- 2017: Power (Exo feat. R3hab)
- 2019: Youm talat (Remix) (Amr Diab feat. R3hab)
- 2019: Yetalemo (Remix) (Amr Diab feat. R3hab)
- 2019: Ya agmal eyoun (Remix) (Amr Diab feat. R3hab)
- 2019: Ki kehna (Qaran feat. R3hab)
- 2022: Layla (DJ Robin & Schürze feat. R3hab)

### Remixe (Auswahl)
| - 2010: Bob Sinclar feat. Sean Paul – Tik Tok (Chuckie & R3hab Remix) - 2010: G&G – We Just Criticize (R3hab & Addy Van Der Zwan Remix) - 2010: David Guetta & Chris Willis feat. Fergie & LMFAO – Gettin’ Over You (R3hab Bootleg) - 2011: Lady Gaga – Marry the Night (R3hab Remix) - 2011: Lady Gaga – Judas (R3hab Remix) - 2011: Kaskade feat. Mindy Gledhill – Eyes (R3hab Remix) - 2011: Katy Perry – The One That Got Away (R3hab Remix) - 2011: David Guetta feat. Usher – Without You (R3hab’s XS Remix) - 2011: Jennifer Lopez – Papi (R3hab Remix) - 2011: Rihanna feat. Calvin Harris – We Found Love (R3hab’s XS Remix) - 2011: Tiësto – Maximal Crazy (R3hab & Swanky Tunes Remix) - 2011: Sander van Doorn – Koko (R3hab Remix) - 2011: Calvin Harris feat. Kelis – Bounce (R3hab Remix) - 2011: Pitbull feat. Ne-Yo, Afrojack & Nayer – Give Me Everything (R3hab Remix) - 2012: Pitbull feat. TJR – Don’t Stop the Party (R3hab & ZROQ Remix) - 2012: Michael Woods feat. Ester Dean – We’ve Only Just Begun (R3hab & ZROQ Remix) - 2012: Enrique Iglesias feat. Sammy Adams – Finally Found You (R3hab & ZROQ Remix) - 2012: Madonna – Turn Up the Radio (R3hab’s Surrender Remix) - 2012: Calvin Harris feat. Example – We’ll Be Coming Back (R3hab EDC Vegas Remix/R3hab EDC NYC Remix) - 2012: Afrojack & Shermanology – Can’t Stop Me (R3hab & Dyro Remix) - 2012: Usher – Scream (R3hab Remix) - 2012: Pitbull – Back in Time (R3hab Remix) - 2012: Sebastian Ingrosso & Alesso feat. Ryan Tedder – Calling (Lose My Mind) (R3hab & Swanky Tunes Chainsaw Madness Mix) - 2012: David Guetta feat. Chris Brown & Lil Wayne – I Can Only Imagine (R3hab Remix) - 2012: will.i.am – Go Home (R3hab vs The Eye Remix) | - 2013: Pitbull feat. Ke$ha – Timber (R3hab Remix) - 2013: Rihanna – What Now (R3hab Remix) - 2013: David Guetta feat. Ne-Yo & Akon – Play Hard (R3hab Remix) - 2013: Tiësto – Chasing Summers (R3hab & Quintino Remix) - 2013: Calvin Harris feat. Ellie Goulding – I Need Your Love (R3hab Remix) - 2013: Diplo feat. Nicky Da B – Express Yourself (R3hab & Diplo Remix) - 2014: Tiësto feat. Matthew Koma – Wasted (R3hab Remix) - 2014: Rita Ora – I Will Never Let You Down (R3hab Remix) - 2014: Calvin Harris – Summer (R3hab & Ummet Ozcan Remix) - 2014: Beyoncé – Pretty Hurts (R3hab Remix) - 2014: Gareth Emery feat. Krewella – Lights and Thunder (R3hab Remix) - 2014: John Legend – You & I (Nobody in the World) (R3hab Remix) - 2015: Axwell Λ Ingrosso feat. Salem Al Fakir – Sun Is Shining (R3hab Remix) - 2016: Calvin Harris feat. Rihanna – This Is What You Came For (R3hab & Henry Fong Remix) - 2016: Rihanna feat. Drake – Work (R3hab & Quintino Remix) - 2016: The Chainsmokers feat. Halsey – Closer (R3hab Remix) - 2016: Rihanna – Kiss It Better (R3hab Remix) - 2016: Rihanna – Needed Me (R3hab Remix) - 2016: Zara Larsson – Ain’t My Fault (R3hab Remix) - 2016: Major Lazer feat. Justin Bieber & MØ – Cold Water (R3hab vs. Skytech Remix) - 2017: DJ Snake feat. Justin Bieber – Let Me Love You (R3hab Remix) - 2017: Ella Vos – White Noise (R3hab Remix) - 2018: Marshmello & Anne-Marie – Friends (R3hab Remix) - 2018: Mr. Probz – Space For Two (R3hab Remix) - 2019: Rammstein – Ausländer (RMX by R3hab) - 2021: Helene Fischer feat. Luis Fonsi – Vamos a Marte (R3hab Remix) |

## Auszeichnungen für Musikverkäufe
| Goldene Schallplatte - Australien - 2019: für die Single I Just Can’t - Belgien - 2019: für die Single All Around the World (La La La) - Dänemark - 2020: für die Single Lullaby - Frankreich - 2024: für die Single Loca Loca - 2025: für die Single Believe (Shooting Stars) - Portugal - 2022: für die Single Don’t Give Up On Me - 2022: für die Single All Around the World (La La La) - Schweden - 2018: für die Single Lullaby - 2021: für die Single Don’t Give Up On Me - Spanien - 2024: für die Single Creep - 2025: für die Single Rock My Body | Platin-Schallplatte - Australien - 2013: für die Single Big Banana - 2022: für die Single Sway My Way - 2024: für die Single You’ll Be Mine - Frankreich - 2024: für die Single Rock My Body - Italien - 2021: für die Single All Around the World (La La La) - Mexiko - 2021: für die Single All Around the World (La La La) - Norwegen - 2018: für die Single Lullaby - Polen - 2024: für die Single Waterfall - 2024: für die Single Rock My Body - Spanien - 2024: für die Single All Around the World (La La La) | 2× Platin-Schallplatte - Dänemark - 2025: für die Single All Around the World (La La La) - Kanada - 2023: für die Single All Around the World (La La La) - Polen - 2024: für die Single All Around the World (La La La) - Schweden - 2021: für die Single All Around the World (La La La) 3× Platin-Schallplatte - Brasilien - 2024: für die Single All Around the World (La La La) Diamantene Schallplatte - Frankreich - 2025: für die Single All Around the World (La La La) |

Anmerkung: Auszeichnungen in Ländern aus den Charttabellen bzw. Chartboxen sind in ebendiesen zu finden.
| Land/RegionAuszeichnungen für Musikverkäufe (Land/Region, Auszeichnungen, Verkäufe, Quellen) | Gold       | Platin       | Diamant  | Verkäufe  | Quellen              |
| -------------------------------------------------------------------------------------------- | ---------- | ------------ | -------- | --------- | -------------------- |
| Australien (ARIA)                                                                            | Gold1      | 3× Platin3   | —        | 245.000   | aria.com.au          |
| Belgien (BRMA)                                                                               | Gold1      | —            | —        | 20.000    | ultratop.be          |
| Brasilien (PMB)                                                                              | —          | 3× Platin3   | —        | 120.000   | pro-musicabr.org.br  |
| Dänemark (IFPI)                                                                              | Gold1      | 2× Platin2   | —        | 225.000   | ifpi.dk              |
| Deutschland (BVMI)                                                                           | Gold1      | Platin1      | —        | 700.000   | musikindustrie.de    |
| Frankreich (SNEP)                                                                            | 2× Gold2   | Platin1      | Diamant1 | 733.333   | snepmusique.com      |
| Italien (FIMI)                                                                               | —          | Platin1      | —        | 70.000    | fimi.it              |
| Kanada (MC)                                                                                  | —          | 2× Platin2   | —        | 160.000   | musiccanada.com      |
| Mexiko (AMPROFON)                                                                            | —          | Platin1      | —        | 60.000    | amprofon.com.mx      |
| Niederlande (NVPI)                                                                           | —          | Platin1      | —        | 80.000    | nvpi.nl              |
| Norwegen (IFPI)                                                                              | —          | Platin1      | —        | 60.000    | ifpi.no              |
| Österreich (IFPI)                                                                            | Gold1      | 2× Platin2   | —        | 75.000    | ifpi.at              |
| Polen (ZPAV)                                                                                 | —          | 4× Platin4   | —        | 200.000   | olis.pl              |
| Portugal (AFP)                                                                               | 2× Gold2   | —            | —        | 10.000    | Einzelnachweise      |
| Schweden (IFPI)                                                                              | 2× Gold2   | 2× Platin2   | —        | 240.000   | sverigetopplistan.se |
| Schweiz (IFPI)                                                                               | Gold1      | Platin1      | —        | 30.000    | hitparade.ch         |
| Spanien (Promusicae)                                                                         | 2× Gold2   | Platin1      | —        | 120.000   | elportaldemusica.es  |
| Vereinigte Staaten (RIAA)                                                                    | Gold1      | Platin1      | —        | 1.500.000 | riaa.com             |
| Vereinigtes Königreich (BPI)                                                                 | 2× Gold2   | —            | —        | 800.000   | bpi.co.uk            |
| Insgesamt                                                                                    | 17× Gold17 | 27× Platin27 | Diamant1 |           |                      |